# Triaenodes calamintella
Triaenodes calamintella är en nattsländeart som beskrevs av Wolfram Mey 1995. Triaenodes calamintella ingår i släktet Triaenodes och familjen långhornssländor. Inga underarter finns listade i Catalogue of Life.